# Caçarelhos
Caçarelhos era una freguesia portuguesa del municipio de Vimioso, distrito de Braganza.

## Historia
La aldea vive de la agricultura y de las actividades pecuarias, tiene una pequeña explotación de granito y pequeñas áreas de comercio, tiene algunos monumentos curiosos como el cruzeiro de granito situado en el centro del pueblo. Se encuentra también en esta bella aldea de turismo un merendero construido a su entrada. Hay también un minimercado y dos bares.
Desde el inicio del siglo XX, Caçarelhos sufrió una gran depresión poblacional debido a la emigración, principalmente en dirección a Brasil (especialmente São Paulo), España (Sevilla) y Francia.
Fue suprimida el 28 de enero de 2013, en aplicación de una resolución de la Asamblea de la República portuguesa promulgada el 16 de enero de 2013 al unirse con la freguesia de Angueira, formando la nueva freguesia de Caçarelhos e Angueira.
Hasta hace poco en la región se hablaba el  mirandés, hoy prácticamente extinto en la aldea.

## Fiestas
- Fiestas: 19 de cada mes
- Fiestas del pan: todos los años
- Fiestas en honor de Santa Lucía (septiembre)
- Fiesta de Nuestra Señora de la Asunción (15 de agosto)

## Patrimonio
- Iglesia Parroquial de Caçarelhos
- Capela de Santo Cristo o de San Bartolomé